# منه هانغ
منه هانغ (بالفيتنامية: Minh Hằng)‏ هي مغنية وممثلة فيتنامية، ولدت في 22 يونيو 1987 في مدينة هو تشي منه في فيتنام.